# Merostachys leptophylla
Merostachys leptophylla là một loài thực vật có hoa trong họ Hòa thảo. Loài này được Send. mô tả khoa học đầu tiên năm 1997.